# 1924 Гор
1924 Гор (1924 Horus) — астероїд головного поясу, відкритий 24 вересня 1960 року.
Тіссеранів параметр щодо Юпітера — 3,552.